# Bouenguidi Sports
Bouenguidi Sports ist ein gabunischer Fußballklub mit Sitz in der Stadt Koulamoutou in der Provinz Ogooué-Lolo.

## Geschichte
In der Saison 2018 sicherte sich der Klub den Aufstieg in die nationale zweite Liga, der Championnat National D2. In der aus vier Mannschaften bestehenden Klasse errang die Mannschaft in drei Spielen der Saison 2019 sieben Punkte und somit Platz eins. Die Championnat National D1 wurde aufgrund der COVID-19-Pandemie nach der ersten Saisonhälfte 2020 ausgespielt werden. Nach dem Abbruch der Saison wurde am 9. Juli 2020 bestimmt, dass kein Meister ausgespielt wird. Mit seinen 16 Punkten auf dem ersten Platz seiner Gruppe (Poule A) durfte die Mannschaft anschließend am internationalen Wettbewerb teilnehmen. Da der Gruppenführende von Poule B, AS Mangasport nur 13 Punkte hatte, durfte die gerade aufgestiegene Mannschaft direkt an der CAF Champions League teilnehmen, währenddessen Mangasport mit dem CAF Confederation Cup vorlieb nehmen musste.